# Den britiske minearbejderstrejke 1984-85
Minearbejderstrejken var en strejke i Storbritannien fra den 5. marts 1984 og frem til den 3. marts 1985. 10 personer omkom under strejken.
Strejken blev udløst, da den britiske regering ledet af Premierminister Margaret Thatcher besluttede, at stoppe subsidierne til de britiske statsejede kulminer, der blev drevet med underskud. Ophøret af subsidierne indebar, at mange miner måtte lukke, og ca. 20.000 minearbejdere ville miste deres arbejde. Minerne var oftest beliggende i områder, hvor det var vanskeligt at finde andet arbejde. 
Det engelske minearbejderforbund protesterede kraftigt mod lukningerne af minene, og der blev iværksat strejker. Strejkerne var langvarige, men førte ikke til ændring af beslutningen om lukning af de urentable kulminer.